# Prochelator sarsi
Prochelator sarsi är en kräftdjursart som beskrevs av George 200. Prochelator sarsi ingår i släktet Prochelator och familjen Desmosomatidae. Inga underarter finns listade i Catalogue of Life.